# Malajón
Malajón (Malajon (Black) Island) es una isla situada en Filipinas, adyacente a la de Busuanga, isla que forma parte del grupo de Calamianes.
Administrativamente forma parte del barrio de  Panlaitán del municipio filipino de tercera categoría de Busuanga perteneciente a la provincia  de Paragua en Mimaro,  Región IV-B.

## Geografía
Isla Busuanga es  la más grande del Grupo Calamian situado a medio camino entre las islas de Mindoro (San José) y de Paragua (Puerto Princesa), con el Mar de la China Meridional a poniente y el mar de Joló a levante. Al sur de la isla están las otras dos islas principales del Grupo Calamian: Culión y  Corón.
Bañada por las aguas del mar de la China Meridional, tiene aproximadamente 2.000 metros de largo, en dirección norte-sur, y unos 700 metros de anchura máxima.
Situada a poniente de Isla Calauit, dista 3.800 m de la costa, cabo Detobetabet (Detobetabet Point ).
Administrativamente forman parte del Barrio de Panlaitán las islas de Malajón, Talampulán, Dabotonay y Pamalicán. Siendo la más septentrional del grupo, Talampulán se encuentra 3.500 metros al sureste.